# Luis Andrés Argaña
Luis Andrés Avelino Argaña Benegas (* 10. November 1897 in Asunción; † 13. September 1957) war ein paraguayischer Jurist und Politiker, der unter anderem von 1940 bis 1944 Außenminister war.

## Leben
Luis Andrés Argaña, Sohn von Jaime E. Argaña and Dorila Benegas, absolvierte nach dem Schulbesuch ein grundständiges Studium am Colegio Nacional in Asunción, das er 1913 mit einem Bachiller abschloss. Ein darauf folgendes Studium an der Fakultät für Rechts- und Sozialwissenschaften an der Universidad Nacional de Asunción (UNA) beendete er 1919 mit einem Doktor der Rechte. Im Anschluss war er dort selbst als Professor für Handelsrecht tätig und 1936 Dekan der Fakultät für Rechts- und Sozialwissenschaften der UNA.
Er gehörte 1937 zu den Mitgründern der Tageszeitung El Tiempo, aus der die Gruppe Tiempistas von rechtsgerichteten katholischen Intellektuellen hervorging. Kurz darauf übernahm er selbst in der Regierung von Staatspräsident Félix Paiva zwischen dem 11. August 1937 und dem 15. August 1939 das Amt des Ministers für Justiz, Religion und öffentlichen Unterricht (Ministro de Justicia, Culto e Instrucción Pública). Zudem war er 1937 zeitweilig kommissarischer Minister für Krieg und Marine (Ministro de Guerra y Marina) sowie Finanzminister (Ministro de Haciendo). 1939 wurde er Dekan der Wirtschaftswissenschaftlichen Fakultät der UNA sowie Delegierter bei der Interamerikanischen Juristischen Konferenz in Montevideo.
In der ersten Regierung von Staatspräsident Higinio Morínigo fungierte Argaña von September 1940 bis März 1944 als Außenminister (Ministro de Relaciones Exteriores), nachdem Morínigo mit der Partido Liberal aneinander stieß und vier Tiempistas in seine Regierung berief. Zudem fungierte er von 1941 bis 1943 als Präsident des Staatsrates und war in dieser Funktion 1941 Leiter der Delegation bei der Regionalen Wirtschaftskonferenz in Montevideo sowie 1942 beim Außenminister-Treffen in Rio de Janeiro. 1944 verloren die Tiempistas an Einfluss und ihre Regierungsämter, nachdem Staatspräsident Morínigo seine Machtposition auf die Frente de Guerra ausrichtete.
Nach seinem Ausscheiden aus der Regierung nahm Luis Andrés Argaña seine Lehrtätigkeit an der Universidad Nacional de Asunción wieder auf. Aus seiner Ehe mit Felicita Ferraro Luis Maria Argaña, der zwischen 1989 und 1990 ebenfalls Außenminister sowie von 1998 bis 1999 Vizepräsident war und am 23. März 1999 ermordet wurde. Dessen Sohn Félix Argaña war 2000 Kandidat für das Amt des Vizepräsidenten, während dessen anderer Sohn Nelson Argaña zwischen März 1999 und August 2000 Verteidigungsminister in der Regierung von Präsident Luis Ángel González Macchi sowie Mitglied des Parlaments des Gemeinsamen Marktes Südamerikas Mercosur war.